# 마징타오
마징타오(중국어: 馬景濤, 병음: Mǎ Jǐngtāo, 한자음: 마경도, 1962년 2월 14일 ~ )는 중화민국의 배우이다.
타이중현에서 태어났다.

## 방송
- 서시비사
- 봉신방-봉명기산
- 효장비사
- 의천도룡기 94

## 영화
- 수호지 - 귀족영웅 노준의 (2012년)
- 서시비사 (2012년)
- 봉신방-봉명기산 (2006년)
- 효장비사 (2003년)
- 신의천도룡기 (1994년)
- 패도여협 (1994년)